# Ядерный матрикс
Я́дерный ма́трикс, или я́дерный скеле́т (англ. nuclear matrix) — скелетная структура клеточного ядра, поддерживающая форму и некоторые особенности морфологии ядра. В состав ядерного матрикса входят ядерная ламина, остаточное ядрышко и так называемый диффузный матрикс — сеть филаментов и гранул, соединяющих ядерную ламину с остаточным ядрышком.
Впервые компоненты ядерного матрикса были выделены и описаны в начале 1960-х годов. Термин «ядерный матрикс» был введён в середине 1970-х годов в связи с накоплением сведений о нехроматиновых белках ядерного скелета и его роли в функционировании клеточного ядра. Термин был введён для обозначения остаточных структур ядра, которые могут быть получены в результате последовательных экстракций ядер.

## Описание
Ядерный матрикс можно получить при обработке изолированных ядер нуклеазами и последующей экстракции гистонов 2М раствором NaCl. Как таковой ядерный матрикс не является чёткой морфологической структурой. Состав ядерного матрикса, оставшегося после экстракции из ядра хроматина и удаления ядерной оболочки при помощи неионных детергентов, а также удаления остатков ДНК и РНК при помощи нуклеаз, сходен у различных объектов. Он на 98 % состоит из негистоновых белков, а также содержит 0,1 % ДНК, 1,2 % РНК и 1,1 % фосфолипидов. Белковый состав ядерного матрикса примерно одинаков в клетках разных типов. Для него характерно присутствие ламинов, а также многих минорных белков массами от 11—13 до 200 кДа.
Морфологически ядерный матрикс состоит из ядерной ламины, диффузного матрикса (также известного как внутренняя, или интерхроматиновая, сеть) и остаточного ядрышка. Ламина представляет собой белковый сетчатый слой, выстилающий внутреннюю мембрану ядерной оболочки. Диффузный матрикс выявляется только после выделения из ядра хроматина. Он представляет собой рыхлую фиброзную сеть, расположенную между участками хроматина. Иногда в его состав входят рибонуклеопротеиновые гранулы. Остаточное ядрышко — это плотная структура, повторяющая формой ядрышко и состоящая из плотно уложенных фибрилл.
Петли ДНК, которые связаны с ядерным матриксом, являются обособленными топологическими доменами. Показано, что в ядрах имеется от 60 000 до 125 000 участков ДНК, защищённых от нуклеаз и расположенных на всех трёх компонентах ядерного матрикса. Для образования участков прикрепления петель ДНК к ядерному матриксу важны MAR-элементы (SAR, S/MAR) — элементы генома, которые специфически связываются с изолированным ядерным матриксом в условиях in vitro. В состав этих элементов входит ДНК длиной около 200 пар оснований, и они располагаются на расстоянии от 5 до 112 000 п. н. друг от друга. У фруктовой дрозофилы в ядре имеется как минимум 10 000 MAR.
Места расположения элементов MAR очень сходны с сайтами связывания ДНК с топоизомеразой II, задействованной в образовании петель хроматина. Показано, что ядерный матрикс связан с репликацией ДНК: более 70 % новосинтезированной ДНК локализуется в зоне внутреннего ядерного матрикса. Фракция ДНК, связанная с ядерным матриксом, обогащена репликативными вилками. Кроме того, в составе ядерного матрикса обнаружена ДНК-полимераза α и другие ферменты, участвующие в репликации ДНК. 
РНК ядерного матрикса представлена гетерогенной высокомолекулярной РНК, а также рибосомной РНК и РНК малых ядерных рибонуклеопротеидов. Показано, что ядерный матрикс вовлечён в синтез, процессинг и транспорт РНК в ядре.